# Kora pierwotna
Kora pierwotna (właściwa) – warstwa tkanki znajdująca się pod ryzodermą i epidermą odpowiednio korzenia i łodygi. Najbardziej wewnętrzna warstwa komórek kory pierwotnej w korzeniu wykształca endodermę oddzielającą walec osiowy.  Zbudowana jest z tkanki miękiszowej oraz tkanek wzmacniających. W łodydze są to regularne pasma  twardzicy, a u dwuliściennych także zwarcicy. W korze pierwotnej łodygi nagozalążkowych i dwuliściennych pojawiają się także idioblasty  w postaci sklereidów, komórki garbnikowe, kanały żywiczne, rury mleczne, zbiorniki olejowe i inne.
Komórki kory pierwotnej w młodych korzeniach uczestniczą w przewodzeniu wody i soli mineralnych z włośników do wiązek przewodzących. W starszych korzeniach zwykle pełnią funkcję tkanki spichrzowej.
W łodydze Psilotum kora pierwotna składa się z trzech warstw. Warstwa zewnętrzna składa się z cienkościennych komórek zawierających chloroplasty. Między komórkami występują przestwory międzykomórkowe. W warstwie środkowej komórki są wydłużone i mają grube zdrewniałe ściany komórkowe. Warstwa wewnętrzna zbudowana jest z dużych komórek o cienkich ścianach. Komórki te zawierają ciemno zabarwione flobafeny. Podobnie trzy warstwy zawiera kora pierwotna Lycopodium. W tym przypadku chloroplasty zawierają komórki warstwy środkowej. Dwie pozostałe warstwy zbudowane są z komórek silnie zdrewniałych. U Selaginella korę pierwotną budują wyłącznie komórki chlorechymy. U Equisetum w korze pierwotnej znajdują się liczne kanały powietrzne, nazywane kanałami walekularnymi. Kora pierwotna paproci to komórki miękiszowe magazynujące skrobię oraz zawierające znaczne ilości tanin. Zewnętrzne komórki mają charakter sklerenchymy. U nagonasiennych kora pierwotna składa się głównie z komórek miękiszowych, niekiedy zawiera także kolenchymę lub sklerenchymę. W korze występują często kanały żywiczne. Liczne pasma kolenchymy i sklerenchymy występują w korze pierwotnej dwuliściennych. U tych roślin wykształcają się również liczne utwory wydzielnicze. Komórki miękiszowe zawierają chloroplasty. Zewnętrzna warstwa tkanki podstawowej u jednoliściennych zbudowana jest podobnie jak u roślin dwuliściennych.